# 서울개화초등학교
서울개화초등학교는 대한민국 서울특별시 강서구 방화동에 있는 공립 초등학교이다.

## 학교 연혁
- 1956년 5월 10일 설립인가
- 1956년 7월 10일 개교식(14학급, 송정에서 분리)
- 1957년 3월 15일 제1회 졸업식 (남 41, 여42 계 83명)
- 1963년 1월 1일 서울특별시로 편입
- 1972년 2월 1일 오곡분교 설립 (5학급)
- 1974년 9월 20일 본관교사 준공 (4층 24교실)
- 1984년 9월 3일 15개 교실 증축 준공 (45학급편성)
- 1990년 2월 4일 급식실 준공 및 식당 개관
- 1996년 3월 1일 서울개화초등학교로 개칭
- 1996년 11월 12일 도시가스 난방 공사
- 1997년 12월 10일 교단선진화 시청각 기자재 구입 시설
- 1998년 3월 1일 송화초등학교로 이관 (2-6학년 336명)
- 1998년 8월 20일 급식실 LNG 연료 전환 공사
- 1999년 3월 1일 제15대 경상호 교장 부임
- 2001년 12월 20일 본관동 개축 완료
- 2005년 7월 10일 도서관 개관식(리모델링 사업 완료)
- 2008년 7월 18일 실과실 현대화, 후관 통행로 캐노피 설치
- 2009년 9월 1일 영어전용교실 및 운동장 종합놀이기구 설치
- 2010년 3월 1일 방과후 돌봄교실(에듀케어) 설치 및 운영
- 2021년 8월 20일 후관 공사
- 2026년 7월 10일 개교 70주년

## 참고 자료
- 서울개화초등학교 - 한국교육학술정보원 학교알리미